# Trisulfure d'antimoine
Le trisulfure d'antimoine est un composé inorganique de formule Sb2S3.

## Synthèse
Sb2S3 peut être synthétisé par réaction entre les éléments le constituant de 500 à 900 °C :
2Sb + 3S → Sb2S3.
Sb2S3 est précipité lors de l'injection de sulfure d'hydrogène dans une solution acide contenant Sb(III).

## Réactions
Sb2S3 est facilement oxydé.
Il brûle dans l'air avec une flamme bleue. Les mélanges de Sb2S3 et de chlorates sont explosifs.
Un grand nombre de sels contenant différents ions thioantimonate(III) peuvent être synthétisés à partir de Sb2S3 dont :
[SbS3]3−, [SbS2]−, [Sb2S5]4−, [Sb4S9]6−, [Sb4S7]2− et [Sb8S17]10−.
Le sel de Schlippe (Na3SbS4·9H2O), un sel de thioantimonate(V), est formé par réaction entre Sb2S3, du soufre et de l'hydroxyde de sodium :
Sb2S3 + 3S2− + 2S → 2[SbS4]3−.